# Воинское кладбище № 51 (Ротунда)
 Памятник культуры Малопольского воеводства: регистрационный номер А-287 от  24 марта 1980 года.
Воинское кладбище № 51 — Ротунда (пол. Cmentarz wojenny nr 51 - Rotunda) — воинское кладбище, находящееся на горе Ротунда в окрестностях села Регетув, Горлицкий повят, Малопольское воеводство. Кладбище входит в группу Западногалицийских воинских захоронений времён Первой мировой войны. На кладбище похоронены военнослужащие Австро-Венгерской и Российской армий, погибшие во время Первой мировой войны в феврале-марте 1915 года. Считается одним из самых значительных мемориальных сооружений словацкого архитектора Душана Юрковича. Памятник Малопольского воеводства.

## История
Кладбище было построено Департаментом воинских захоронений К. и К. военной комендатуры в Кракове в 1915 году по проекту словацкого архитектора Душана Юрковича. На кладбище площадью 1.158 квадратных метра находится 4 братских и 20 индивидуальных могила, в которых похоронены 42 австрийских и 12 русских солдат из 193-го Свияжского пехотного полка.
24 марта 1980 года кладбище было внесено в реестр памятников Малопольского воеводства.
До начал XXI века сохранились три развалившихся башни из пяти первоначальных установленных на кладбище. В 2004 году при финансировании австрийского Красного Креста проводилась реконструкция кладбища. Были установлены новые 24 надмогильных крестов. В 2008 году была восстановлена одна башня и в 2009 году — вторая.
В настоящее время кладбище находится в плохом состоянии.